# Larinioides ixobolus
Larinioides ixobolus is een spinnensoort uit de familie van de wielwebspinnen. Deze spin komt voor in het Palearctisch gebied. De wetenschappelijke naam van de soort werd in 1873 als Epeira ixobola gepubliceerd door Tord Tamerlan Teodor Thorell.